# Elite-Rennen 1956
1956 wurde das Elite-Rennen auf der Trabrennbahn in Gelsenkirchen (heute GelsenTrabPark) zum 10. Mal ausgetragen. Publikumsmagnet war die französische Stute Gerlinotte mit der Fahrerlegende Charlie Mills im Sulky.

## Vorgeschichte
Im Jahre 1956 wurde das Elite-Rennen erstmals Teil des Europa-Zirkels und wurde als 5. Teilprüfung des Grand Circuit International ausgetragen. Mit einer Dotierung von 36.000 DM war diese höher als die Dotierung des Deutschen Traber-Derbys. Dementsprechend fand sich eine starke internationale Besetzung ein, in der die französische Stute Gerlinotte schon im Vorfeld als herausragende Favoritin gehandelt wurde. Charlie Mills hatte es zuvor bereits zwei Mal versucht, das Elite-Rennen für sich zu entscheiden, war aber bislang erfolglos geblieben. 1954 erreichte er mit Emimile RL den Endkampf, endete aber erfolglos im Galopp durchs Ziel. Es gewann Horrido in der Hand von Kurt Hörmann für die deutschen Farben. 1955 gewann der niederländische Hengst Mac Kinley. 1956 kam eine derart starke internationale Besetzung an den Start, dass den nur vier in Deutschland gezogenen Pferden nur noch Außenseiterchancen zugerechnet werden konnten. Für den Gelsenkirchener Stall Kurier kam Kamagne, ein in Belgien gezogenes Pferd zum Siegtoto von 605:10 (heute 60,5 für 1 €) an den Start. Stark vertreten waren die Schweden mit Tampiko, Gay Noon und Carne. Für die Niederlande ging Double Six M an den Start. Gerlinotte bekam eine Distanzzulage von 60 Metern (Bänderstart). Gay Noon wurde als stärkster Konkurrent zu einem Siegtoto von 73:10 (heute 7,3 für 1 €) ins Rennen geschickt. Die Distanzzulage von Gay Noon betrug 40 Meter.
Die Überlegenheit von Gerlinotte veranlasste den Westdeutschen Traberzucht und Rennverein (später Trabrennverein Gelsenkirchen) für dieses Rennen zur Wiedereinführung der Ita-Wette (2. Siegwette / Wette auf das zweitplatzierte Pferd), die in Vorzeiten in Deutschland üblich gewesen war.

## Rennverlauf
Trotz des kurz zuvor einsetzenden Regens befand sich das Geläuf (Bahn) in gutem Zustand. Das Elite-Rennen wurde am Sonntag, dem 1. Juli am späten Nachmittag gestartet. Gemäß dem Distanzvorteil übernahmen zunächst Bel Ami, Hawar und Wilhelmsburger in der Gruppe der über 2.500 Meter laufenden Pferde die Spitze. Clemento fiel aufgrund eines Fehlers (galoppierte) schnell aus und wurde disqualifiziert. Das schwedische Pferd Carne brach beim Fall der Startflagge aus und behinderte Gay Noon und die heranrückende Gerlinotte. Durch ein geschicktes Fahrmanöver an der Innenkante konnte Charlie Mills den Bodenverlust auf etwa 20 Meter begrenzen. Gay Noon verlor etwa 60 Meter auf die führenden Pferde und galoppierte im ersten Bogen (damals Linkskurs) einmal kurz an, wodurch es zu einem weiteren Bodenverlust kam. Bereits eingangs der Gegenseite setzte Gunnar Nordin (Fahrer von Gay Noon) alles auf die Kraft seines Pferdes und begann aus fast aussichtsloser Position seine Aufholjagd auf das führende Feld. Ausgangs der Gegenseite übernahm der Schwede Tampiko nun die Führungsarbeit, wobei er eingangs des Bogens (heute Heßlerbogen nach dem dort liegenden Stadtteil) von Gösta Nordin stark an die Innenkante manövriert wurde und somit Hawar behinderte. Unter der Führung von Tampiko, gefolgt von Double Six M und Bel Ami trabte das Feld erneut an den Tribünen vorbei. Charlie Mills hatte Gerlinotte in die vierte Position gebracht und so lief das Feld unverändert durch den Bogen und in die letzte Überseite. Im Zuge dieser Fahrt hatte Gunnar Nordin Gay Noon ans Feld gebracht und lag nun an dritter Stelle. Eingangs des Schlussbogens wurde Gerlinotte eingesetzt und lief in äußerer Spur neben Tampiko durch den Schlussbogen. Es kam zu einem dramatischen Zweikampf, in welchem sich Tampiko auf etwa der Hälfte der Zielgeraden geschlagen geben musste. Charlie Mills gewann mit Gerlinotte sicher mit 2 Längen Vorsprung vor Tampiko mit 4 Längen auf Gay Noon. 1 ½ Längen dahinter ging Carne als viertes Pferd vor Wilhelmsburger über die Ziellinie. Es liefen 12 Pferde.

## Nachgang
Ca. 25.000 Zuschauern bejubelten den Sieg der französischen Stute. Dennoch war Charlie Mills mit dem Lauf von Gerlinotte nicht ganz zufrieden und stellte den Start im Preis von Deutschland in Hamburg in Frage. Er wollte Gerlinotte eine Pause gönnen.
Der Siegtoto zahlte für Gerlinotte 14:10 (heute 1,4 für 1 €) in der Platzwette 13:10. Die Platzquote für Tampiko war 17:10, für Gay Noon 18:10 und für Carne 21:10. In der Einlaufwette (heute Zweierwette) Gerlinotte – Tampiko gab es 60.-Mark für 10.-Mark Einsatz. Die Quote der Ita-Wette ist nicht übermittelt.